# Vũ gia thân pháp
Vũ gia thân pháp là một môn võ của Việt Nam do võ sư Vũ Bá Quý sáng lập.

## Khái quát
Vũ gia thân pháp cơ bản là sự kết hợp giữa bộ tay của Vịnh Xuân quyền trong cận chiến, áp dụng Ma bộ bộ với thân pháp xoay người của Nga Mi, và kèm theo một số cước pháp phù hợp với lối đánh áp sát đối phương, hình thành thực tiễn quyền pháp chiến đấu từ nền võ thuật cổ truyền Việt Nam, từ đó sáng tổ môn phái Vũ Bá Quý đã tổng hợp thành hệ thống kỹ thuật riêng. Ngoài quyền pháp, hệ thống kỹ thuật môn phái còn có cả về roi, về kiếm, và một số binh phí khác.
Mặc dù mang tính thực tiễn chiến đấu cao, nhưng sinh thời võ sư Vũ Bá Quý  vẫn khuyên "Học văn cho võ đỡ phu, học võ cho văn đỡ nhược". Các thế hệ môn sinh, từ thuộc thế hệ đầu tiên vào những năm của thập niên 60 cho đến nay, đã phát triển hoàn thiện phương pháp sư phạm về lý thuyết cũng như thực hành luyện tập. Ấn định giáo trình và nội quy trên các võ đường sát thực tế, đầy đủ và chặt chẽ. Trong truyền đạt luôn đặt các tiêu chí là rèn luyện sức khoẻ, đạo đức và ý chí làm đầu.

## Người sáng lập môn phái
Vũ Bá Quý (1912-1995) là một tông sư võ thuật Việt Nam. Ông là sáng tổ Vũ gia thân pháp, một môn phái võ thuật danh tiếng tại Việt Nam, được cho là chịu ảnh hưởng khá lớn từ môn phái Vĩnh Xuân quyền.

## Kỹ năng môn phái

### Thân pháp
Tính hoạt động của thân pháp trong Vũ gia thân pháp được linh hoạt theo nguyên tắc dồn phá, ép khoá, xoay và lật. Dựa theo nguyên tắc con quay, dẫn và hoá giải lực theo theo chiều thuận của đòn xoay và chạm lật. Đồng thời, thân pháp này hoàn thành được là sự kết hợp với bộ pháp cổ truyền Vũ gia (xem mục Bộ pháp).
Phương châm:
- Nhu mềm mà không yểu, cương chắc mà linh hoạt.
- Sinh công, phát công và hoá giải (thu công) lấy ý, tâm thân làm trọng.
- Vai và hông nhất hợp, khai pháp công và thủ xoắn vặn tựa như dây thừng, bật và lật như lò xo.
- Thi triển chiêu thức không lệ thuộc vào vị trí, khoảng cách, thời gian.
- Thực hiện đa chiều lực, làm nền cho các đòn thế tay và thủ pháp cơ bản.

### Bộ pháp
Bộ pháp, với các kỹ năng thi triển đều tuân thủ và làm nền cho thân pháp. Linh hoạt sử dụng để ứng với sở trường của từng địa phương là vùng đồng bằng hay miền núi. Bộ pháp nhanh nhẹn, sắc bén, lấy thân thủ pháp làm trọng, được thịnh hành ở nơi địa hình ít bằng phẳng như các vùng núi. Còn ở vùng đồng bằng và nơi có địa hình bằng phẳng thì bộ pháp được xem trọng và thực dụng hơn. Sự linh hoạt đó có nằm trong phần mở rộng của các kỹ năng luyện tập.
- Xoay (Xoay tứ cửa):

Thuộc kỹ pháp dịch chuyển tâm thân theo đường cung tròn, lấy đối thủ làm tâm.
Hoá giải đòn thế đối thủ với phương pháp trượt và chèn. Xoay chân tứ cửa thực hiện tại chỗ kết hợp du đẩy, quăng hoặc xô đối thủ đi xa. Đối với các môn sinh mới tập thì việc xoay chân tứ cửa đồng nghĩa với việc tập tấn pháp căn bản.
- Lật (Thoái bộ):

Trọng lượng cơ thể trên trụ là chân sau, chân trước nhấn nền tạo ra lực đòn bẩy bật lại phía sau. Động tác này thể hiện kỹ pháp thoái lui tạm thời khi bất ngờ gặp công sát. Kỹ pháp Thoái bộ thành thục giúp bộ pháp luôn vững chắc trong di chuyển.
- Lướt (Túc càn bất ly địa):

Hình thành từ bộ pháp Vịnh xuân quyền và Hầu quyền. Khi tập luyện đạt chỉ giới cao có thể thoắt ẩn, hiện trước đối thủ.
Mã xiết: hai chân trượt cùng đều lúc bám xiết mặt đất. Ưu điểm: biến tốc đột ngột, cả khối thân hình trượt đều vào đối thủ, giữ nguyên bộ pháp, thủ pháp nên đặc biệt an toàn khi nhập nội, tư thế trung chính, chắc chắn, bộ pháp vững chắc (có thể coi như thế thiên cân trụy đưa toàn bộ trọng tâm vào bẩy đối thủ).
Bộ pháp Vũ gia thân pháp thực tế được hình thành dựa trên những nguyên tắc căn bản của vật lý tự nhiên, là Khởi hình - Khai hình - Hợp hình, và âm dương ngũ hành pháp Thổ-Kim-Thủy-Mộc-Hoả. Công việc triển khai lý thuyết hay thực hành trên các võ đường, đã được chứng thực sự hoàn thiện và đạt được thành công. Cơ bản nguồn gốc, sở trường của môn phái luôn tuân thủ nghiêm khắc và nâng cao thường xuyên trong các võ đường.

### Thủ pháp
Thủ pháp Vũ gia thân pháp quy tụ hoạt động linh hoạt theo pháp: Khởi lực, khai lực, và hợp lực trong Thoái-Thủ-Công cùng với hệ thống bài Ngũ hình quyền Xà, Long, Hổ, Báo, Hạc, ngũ hình tổng hợp và Đối luyện 108 rút gọn.
Khởi hình, Khai hình và Hợp hình từ trong ý. Khởi lực, Khai lực và Hợp lực từ trong thức. Lấy hình của địch để Khởi hình, lấy lực của địch để Khởi lực. Tâm ý hình xuất phát từ mắt, mắt nhìn đâu thì ý và lực phải đưa đến điểm đó. Tâm ý lực xuất phát từ nền và gót bàn chân, thi triển qua khớp gối, hông, vai và khuỷu tay nhờ sự vận hành của hệ thống cơ gân và khí huyết.
Tính hợp nhất với các nguyên tắc võ căn bản được Vũ gia thân pháp luôn luôn xem trọng, là công lực quyền pháp Tam quyền mà võ sư Vũ Bá Quý đã dày công xây dựng, góp phần phát triển nền võ thuật cổ truyền Việt Nam.

### Khí công
Việc tập luyện khí công ở Vũ gia thân pháp được nhìn nhận và quy tập trên nguồn trí tuệ và tài nguyên chung của tự nhiên, xã hội và con người nhất định. Được tuân thủ theo những nguyên tắc khoa y học cổ truyền với những dẫn giải và minh chứng rõ ràng, cụ thể.
Tôn chỉ:
- Điều tâm nhập tĩnh.
- Bài trừ những ý niệm và khí hỗn tạp, tăng trưởng và lưu trữ chính khí, duy trì sự yên tĩnh của não bộ.
- Cân bằng âm dương, giữ gìn sự ổn định, vững chắc bên trong và khả năng thích ứng bên ngoài của cơ thể.
- Nâng cao sức khoẻ, phòng chống bệnh tật, tăng trí thông minh và kéo dài tuổi thọ.
- Tôn trọng ý chí, năng lực và tư duy bản thân.

## Tổ chức

### Chức danh hoạt động
Môn phái Vũ gia thân pháp trực thuộc Hội võ thuật Hà Nội, Liên đoàn võ thuật cổ truyền Việt Nam. Tham gia hoạt động, đào tạo võ thuật chuyện nghiệp và phổ cập.

### Các ngày kỷ niệm trong năm
- Ngày thành lập: Ngày 1 tháng 6.

- Ngày giỗ sáng tổ Vũ Bá Quý: Mùng 7 tháng Tám âm lịch.

- Ngày gặp mặt đầu xuân: Mùng 5 Tết âm lịch.